# الرجل الأكثر غضبا في بروكلين
الرجل الأكثر غضباً في بروكلين (بالإنجليزية: The Angriest Man in Brooklyn)‏ هو فيلم كوميدي-درامي أمريكي من إخراج فيل ألدين روبينسون سنة 2014، العمل هو إعادة إنتاج للفيلم الإسرائيلي الدقائق ال92 للسيد باوم الذي كتبه وأخرجه عاصي ديان. الفيلم من بطولة روبن ويليامز، ميلا كونيس، بيتر دينكلاج وميليسا ليو. تدور قصة الفيلم حول رجل غاضب تخبره دكتورته أنه مصاب بأم الدم وتبقت له 90 دقيقة من حياته. يجري الرجل في أنحاء المدينة محاولاً إصلاح أخطاءه، بينما تحاول الدكتورة العثور عليه وإعادته إلى المستشفى. عُرض الفيلم في صالات عرض محدودة كما تم إصداره في خدمة الفيديو حسب الطلب على منصة ليونزغيت في 23 ماي، 2014.

## طاقم التمثيل
- روبن ويليامز في دور هنري ألتمان
- ميلا كونيس في دور الدكتورة شارون غيل
- بيتر دينكلاج في دور آرون ألتمان
- ميليسا ليو في دور بيت ألتمان
- هاميش لينكلاتير في دور تومي ألتمان
- جيمس إيرل جونز في دور روبين
- سوتون فوستر في دور أديلا
- ريتشارد كيند في دور بيكس فيلد
- دانييل رايمونت في دور ألوغبيك
- كريس جيثارد في دور الدكتور جوردان ريد
- جيري أدلر في دور كوبر
- بوب ديشي في دور فرانك
- لويس سي.كي. في دور الدكتور فيلدينغ
- إسياه ويتلوك جونيور في دور ييتس
- دافاين جوي راندولف في دور الممرضة رُوان
- جيريمي هاريس في دور ليون
- لي غارلينغتون في دور غامي
- روي ميلتون دافيس في دور باستر
- أولغا ميريديز في دور جاين
- هانك شين في دور داميان
- روك كوهلي في دور غورجوت
- كيرك تايلور في دور الشرطي

## روابط خارجية
- الرجل الأكثر غضبا في بروكلين على موقع IMDb (الإنجليزية)
- الرجل الأكثر غضبا في بروكلين على موقع ميتاكريتيك (الإنجليزية)
- الرجل الأكثر غضبا في بروكلين على موقع الموسوعة البريطانية (الإنجليزية)
- الرجل الأكثر غضبا في بروكلين على موقع روتن توميتوز (الإنجليزية)
- الرجل الأكثر غضبا في بروكلين على موقع قاعدة بيانات الأفلام العربية
- الرجل الأكثر غضبا في بروكلين على موقع ألو سيني (الفرنسية)
- الرجل الأكثر غضبا في بروكلين على موقع أول موفي (الإنجليزية)
- الرجل الأكثر غضبا في بروكلين على موقع فيلمافينيتي (الإسبانية)
- الرجل الأكثر غضبا في بروكلين على موقع قاعدة بيانات الفيلم (الإنجليزية)
- الرجل الأكثر غضبا في بروكلين على موقع ليتربوكسد (الإنجليزية)